# Joshua van Wyk
Joshua van Wyk, né le 14 octobre 1998 à Boksburg, est un coureur cycliste sud-africain. Spécialiste de la piste, il est notamment devenu champion d'Afrique à douze reprises.

## Biographie
En 2015, Joshua van Wyk devient à domicile champion d'Afrique de poursuite individuelle juniors (moins de 19 ans). Deux ans plus tard, il court avec les élites et remporte avec Nolan Hoffman, Steven van Heerden et Jean Spies le titre africain en poursuite par équipes. Dans la même discipline, il est champion national. En 2018, il réussit à répéter le succès au championnat d'Afrique de poursuite par équipes avec Gert Fouche, van Heerden et Spies. De plus, il remporte le bronze dans la course aux points.
En 2019, il devient triple champion d'Afrique, en course aux points, en omnium et sur l'américaine avec Steven van Heerden.

## Palmarès sur piste

### Championnats d'Afrique
- Pietermaritzburg 2015
  -  Champion d'Afrique de poursuite juniors
- Durban 2017
  -  Champion d'Afrique de poursuite par équipes (avec Nolan Hoffman, Steven van Heerden et Jean Spies)
- Casablanca 2018
  -  Champion d'Afrique de poursuite par équipes (avec Jean Spies, Steven van Heerden et Gert Fouche)
  -  Médaillé de bronze de la course aux points
- Pietermaritzburg 2019
  -  Champion d'Afrique de course aux points
  -  Champion d'Afrique de l'américaine (avec Steven van Heerden)
  -  Champion d'Afrique de l'omnium
  -  Médaillé d'argent du scratch
- Le Caire 2020
  -  Champion d'Afrique de vitesse par équipes (avec Jean Spies et Wade Theunissen)
  -  Champion d'Afrique du scratch
  -  Champion d'Afrique de l'américaine (avec Steven van Heerden)
- Le Caire 2021
  -  Champion d'Afrique du scratch
  -  Champion d'Afrique de vitesse par équipes (avec Jean Spies et Mitchell Sparrow)
  -  Champion d'Afrique de la course à l'élimination
  -  Champion d'Afrique de l'américaine (avec Stephanus van Heerden)
  -  Médaillé d'argent de l'omnium
- Le Caire 2023
  -  Champion d'Afrique de course aux points
  -  Champion d'Afrique de l'omnium
  -  Champion d'Afrique de poursuite par équipes (avec Daniyal Matthews, Carl Bonthuys et Wynand Hofmeyr)
  -  Médaillé de bronze du scratch

### Championnats nationaux
- 2015
  -  Champion d'Afrique du Sud de poursuite juniors
  -  Champion d'Afrique du Sud de poursuite par équipes juniors (avec Mitchell Sparrow, Jacques van Niekerk et John Vlok)
  -  Champion d'Afrique du Sud du scratch juniors
- 2016
  -  Champion d'Afrique du Sud de poursuite par équipes juniors (avec Rennie Anthony, Jason Oosthuizen et Jacques van Niekerk)
  -  Champion d'Afrique du Sud de keirin juniors
- 2017
  -  Champion d'Afrique du Sud de poursuite par équipes (avec Gert Fouche, Bradley Gouveris et Jean Spies)
  - 2e du championnat d'Afrique du Sud de poursuite
- 2018
  - 3e du championnat d'Afrique du Sud de poursuite
  - 3e du championnat d'Afrique du Sud de l'américaine
  - 3e du championnat d'Afrique du Sud du scratch
- 2019
  -  Champion d'Afrique du Sud du scratch
  - 3e du championnat d'Afrique du Sud de poursuite
- 2021
  -  Champion d'Afrique du Sud de l'omnium
- 2022
  -  Champion d'Afrique du Sud du scratch
  -  Champion d'Afrique du Sud de course par élimination
- 2023
  -  Champion d'Afrique du Sud de course par élimination
  -  Champion d'Afrique du Sud de poursuite
  -  Champion d'Afrique du Sud du scratch
  -  Champion d'Afrique du Sud de course aux points

## Palmarès sur route
- 2019
  - 3e étape du Tour de Bonne-Espérance (contre-la-montre par équipes)
  - Somerdale Tour de Fish
- 2022
  - Ride for Sight